# L'Enfant sur la barricade
Pour plus de détails, voir Fiche technique et Distribution.
L'Enfant sur la barricade est un film muet français sorti en 1906.
Bien qu'un ouvrage de Gaumont en ait attribué la paternité à Étienne Arnaud, sans doute par erreur, le film est réalisé par Alice Guy selon une majorité de sources,,. C'est la seconde fois que la réalisatrice adapte Victor Hugo après son film La Esmeralda sorti en 1905.
L'Enfant sur la barricade est considéré comme une adaptation des Misérables, publié en 1862, au moins à travers le personnage du petit garçon qui serait inspiré par Gavroche durant l'insurrection de juin 1832. Mais le titre et le contenu du film est surtout inspiré du poème de Victor Hugo, Sur une barricade, publié dans le recueil L'Année terrible en 1872, qui fait référence à la Commune de Paris qui s'était produite un an plus tôt,.

## Synopsis
Dans une cuisine parisienne, un garçon est chargé par sa mère de quérir une bouteille de lait au magasin d'à côté. Pendant ce temps, des gens construisent une barricade dans la rue, alors que des gendarmes s'approchent et leur tirent dessus. Le garçon surgit au milieu de l'affrontement et manque de se faire exécuter...

## Fiche technique
Sauf indication contraire, les informations mentionnées dans cette section peuvent être confirmées par la base de données cinématographiques IMDb,  présente dans la section « Liens externes ».
- Titre original : L'enfant sur la barricade, Sur la barricade ou L'Émeute
- Réalisation : Alice Guy
- Société de production : Gaumont
- Pays de production :  France
- Format : Noir et blanc
- Durée : 6 min
- Date de sortie :
  - France : 1906